# Cuirasse caractérielle
 (mars 2018).
Sa qualité peut être largement améliorée en utilisant un vocabulaire plus directement compréhensible.
La cuirasse caractérielle (character armor) est un concept de Wilhelm Reich : elle correspond à la globalité des attitudes caractérielles qu'un individu développe comme défense contre les excitations émotionnelles excessivement fortes (sa structure neuro-musculaire entre alors en action, et il se bloque ou entre dans une colère magistrale). 
C'est une adaptation de la personne à la rigidité sociale (orientée par une morale anti-orgastique) et à l'expression de son environnement affectif possible. Elle est l'expression d'un compromis visant la douleur la moindre, intégré à la fois par le muscle et le nerf, entre les pulsions d'allant vers le monde (expansion, plaisir), et ce que l’environnement tolère de plaisir et sous quelle forme (contraction, interdiction).

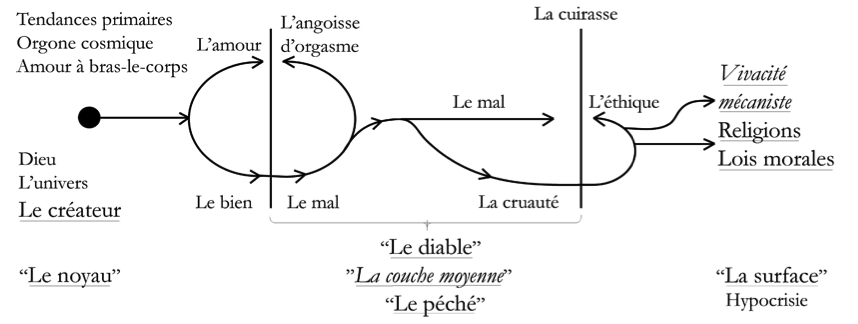
Schématique de la cuirasse caractérielle

Le schéma de la cuirasse caractérielle montre une énergie initiale contrecarrée par une tension musculaire acquise, qui dévie et transforme la pulsion initiale en son contraire, qu'une autre adaptation, cette fois-ci sociale, transforme à son tour en caractère "socialisé".
La cuirasse caractérielle est l'objet de l'analyse caractérielle. Les attitudes qu'elle présente sont une forme de rigidité (dite : "caractérielle", attitude guindée), un manque de contact avec autrui (manque d'empathie, par exemple), une attitude "mortifère" (recherche continue plus ou moins dissimulée de conflits). 
La cuirasse caractérielle possède une identité fonctionnelle avec la cuirasse neuro-musculaire.

## Fonction de la cuirasse caractérielle
La cuirasse caractérielle a pour fonction de maintenir l'intégrité de la personne face à ses pulsions sexuelles et les interdits qui sont liés aux expressions "naturelles" de la sexualité, c'est-à-dire "amoureuses". 
Selon son concepteur, la cuirasse caractérielle est le substrat de la morale sexuelle qui est elle-même le résultat des diverses socialisations de la pulsion sexuelle. La morale sexuelle trouve sa plus grande expression dans les religions, en général, et monothéistes, en particulier ; et aussi dans la hiérarchisation des relations sociales où la soumission à l'autorité démontre l'incapacité qu'a l'individu de se prendre en main collectivement.
Selon Wilhelm Reich, la cuirasse caractérielle est essentielle au maintien en vie de la personne : c'est sa rigidité qui est pathogène. Il distingue en cela 
- la cuirasse caractérielle qui laisse à la personne son aptitude à tolérer la fonction de l'orgasme, ou puissance orgastique et
- celle qui empêche la personne de pouvoir, selon les critères de la fonction de l'orgasme, se permettre la décharge de l'énergie accumulée excédentaire dans l'acte sexuel.

Selon Wilhelm Reich, une morale (dite « anti-sexuelle »), en tant que formulation et représentation mentale de la cuirasse caractérielle, tout en donnant un caractère légitime à l'impuissance orgastique, procure les diverses justifications à cette restriction à l'orgasme.